# Posejdon (film 2006)
Posejdon (ang. Poseidon) – amerykański film z 2006 roku, będący remakiem filmu Tragedia „Posejdona” z 1972 roku.
Film otrzymał dość negatywne oceny od krytyków. Serwis Rotten Tomatoes przyznał mu wynik 33%.

## Obsada
- Josh Lucas – Dylan Johns
- Kurt Russell – Robert Ramsey
- Jacinda Barrett – Maggie James
- Richard Dreyfuss – Richard Nelson
- Emmy Rossum – Jennifer Ramsey
- Mía Maestro – Elena Gonzalez
- Mike Vogel – Christian
- Kevin Dillon – Lucky Larry
- Freddy Rodríguez – Marco Valentin
- Jimmy Bennett – Conor James
- Fergie – Gloria
- Caroline Lagerfelt – Mary
- Kelly McNair – Emily
- Gordon Thomson – Jay

i inni.

## Fabuła
Zbliża się Nowy Rok. Na pokładzie luksusowego statku pasażerskiego „Posejdon” (wyposażonego w 800 kabin) trwają przygotowania do sylwestra. Gdy goście i załoga wznoszą kieliszki szampana, a kapitan Bradford wygłasza uroczysty toast, znajdujący się na mostku pierwszy oficer zauważa na radarze coś dziwnego. Do „Posejdona” z niewiarygodną prędkością zbliża się ogromna fala o wysokości ponad 30 metrów. Załoga podejmuje próbę wyprowadzenia statku ze strefy bezpośredniego zderzenia, ale na manewr jest za późno. Fala uderza o statek obracając go do góry dnem. Wdziera się woda, przerwane przewody gazowe wywołują pożar. Kapitan apeluje, aby wszyscy zachowali spokój i czekali na ratunek. Ale Dylan Johns, zawodowy hazardzista, nie zamierza czekać. Postanawia uratować sam siebie i przynajmniej część ocalałych...